# Sarah Wellbrock
Sarah Wellbrock (* 20. Juni 1994 in Hanau als Sarah Köhler) ist eine ehemalige deutsche Schwimmerin auf den Langstrecken. Sie wurde 2017 Europameisterin über 800 Meter auf der Kurzbahn und 2019 Vizeweltmeisterin über 1500 Meter auf der Langbahn und Weltmeisterin im Freiwasserschwimmen mit der 4-mal-1,25-Kilometer-Staffel.

## Laufbahn
Sarah Wellbrock startete für die SG Frankfurt. Am Olympiastützpunkt Rhein-Neckar in Heidelberg trainierte sie unter Michael Spikermann. Im Frühjahr 2014 hat sie an der Willy-Hellpach-Schule in Heidelberg, einer Eliteschule des Sports, ihr Abitur erfolgreich bestanden und studierte in der Folge Rechtswissenschaften an der Universität Heidelberg. Ab September 2018 trainierte sie unter Bernd Berkhahn am Bundesstützpunkt in Magdeburg.
Unter ihrem Mädchennamen Köhler wurde sie Deutsche Meisterin 2014 über 800 und 1500 Meter Freistil. Ihre bis dahin größten internationalen Erfolge feierte sie 2017 mit dem Sieg bei den Kurzbahneuropameisterschaften in Kopenhagen über 800 m Freistil und der Vizeeuropameisterschaft über 400 m Freistil sowie 2013 mit zwei 3. Plätzen über 800 m Freistil beim FINA Weltcup in Moskau und in Dubai. Bei den Weltmeisterschaften 2013 in Barcelona belegte sie mit 4:16,13 min im Vorlauf über 400 m Freistil Rang 23, über 800 m mit 8:34,72 min im Vorlauf Rang 15, über 1500 m mit 16:24,42 min im Vorlauf Rang 14. Bei den Kurzbahnweltmeisterschaften 2014 erreichte sie über 800 m Freistil den fünften Platz. 2016 nahm sie an den Olympischen Spielen in Rio teil und schaffte als einzige deutsche Frau den Sprung in ein Finale, wo sie über 800 m Freistil den 8. Platz belegte.
Bei den Europameisterschaften 2018 gewann Köhler Silber über 1500 m Freistil und mit der 4 × 1,25-km-Freiwasserstaffel, sowie Bronze mit der deutschen 4 × 200-m-Freistilstaffel. Bei den Weltmeisterschaften 2019 in Gwangju holte sie Gold mit der Freiwasserstaffel und Silber über 1500 m Freistil in deutscher Rekordzeit von 15:48,83 min. Über 800 m belegte sie den vierten Platz, wobei sie mit 8:16,43 min den 32 Jahre alten deutschen Rekord von Anke Möhring um mehr als drei Sekunden verbesserte. Im August 2019 gewann sie bei den Deutschen Meisterschaften die Titel über 400, 800 und 1500 Meter Freistil. Am 16. November 2019 stellte Köhler bei den Deutschen Kurzbahnmeisterschaften in 15:18,01 min einen neuen Weltrekord über 1500 m Freistil auf, den fast fünf Jahre die Spanierin Mireia Belmonte gehalten hatte.
Bei den Olympischen Spielen in Tokio errang sie im Sommer 2021 über 1500 Meter Freistil die Bronzemedaille, über 800 Meter wurde sie Siebte.
Im Juni 2023 gab Wellbrock das Ende ihrer Leistungssportkarriere bekannt.

## Erfolge
(alle Strecken im Freistil)
- Kurzbahneuropameisterschaften 2012: 4. Platz 800 m
- Kurzbahneuropameisterschaften 2013: 6. Platz 800 m, 10. Platz 400 m
- Europameisterschaften 2014: 7. Platz 800 m, 9. Platz 400 m
- Kurzbahnweltmeisterschaften 2014: 5. Platz 800 m, 11. Platz 400 m
- Olympische Spiele 2016: 8. Platz 800 m
- Kurzbahneuropameisterschaften 2017: 1. Platz 800 m, 2. Platz 400 m
- Europameisterschaften 2018: 2. Platz 1500 m, 2. Platz 4 × 1,25 km Freiwasser, 3. Platz 4 × 200 m, 4. Platz 800 m
- Kurzbahnweltmeisterschaften 2018: 5. Platz 800 m, 7. Platz 400 m
- Weltmeisterschaften 2019: 1. Platz 4 × 1,25 km Freiwasser, 2. Platz 1500 m, 4. Platz 800 m
- Olympische Spiele 2020: 3. Platz 1500 m

- Deutsche Meisterschaften:
  - 2012: 400 m, 800 m
  - 2013: 400 m
  - 2014: 800 m, 1500 m
  - 2015: 400 m
  - 2016: 400 m, 800 m
  - 2017: 400 m, 800 m
  - 2018: 1500 m
  - 2019: 400 m, 800 m, 1500 m

## Bestzeiten
Stand 2019
- Langbahn:
  - 1500 Meter Freistil: 15:42,91 Minuten (deutscher Rekord)
  - 800 Meter Freistil: 8:16,43 Minuten
  - 400 Meter Freistil: 4:03,96 Minuten
- Kurzbahn:
  - 1500 Meter Freistil: 15:18,01 Minuten (deutscher Rekord)
  - 800 Meter Freistil: 8:08,02 Minuten
  - 400 Meter Freistil: 3:59,12 Minuten

## Auszeichnungen
- 2010: Sportplakette des Landes Hessen
- 2019, 2021: Sportlerin des Jahres (Hessen)

## Privates
Sarah Wellbrock heiratete im Dezember 2021 Florian Wellbrock, einen ebenfalls erfolgreichen Schwimmer, mit dem sie seit 2017 liiert ist.
Wellbrock hat ein abgeschlossenes Jurastudium.